# Cape York
El meteorito de Cape York lleva el nombre de Cabo York, cerca de la ubicación de su descubrimiento en Savissivik, Groenlandia, y es uno de los meteoritos metálicos más grandes del mundo.

## Historia

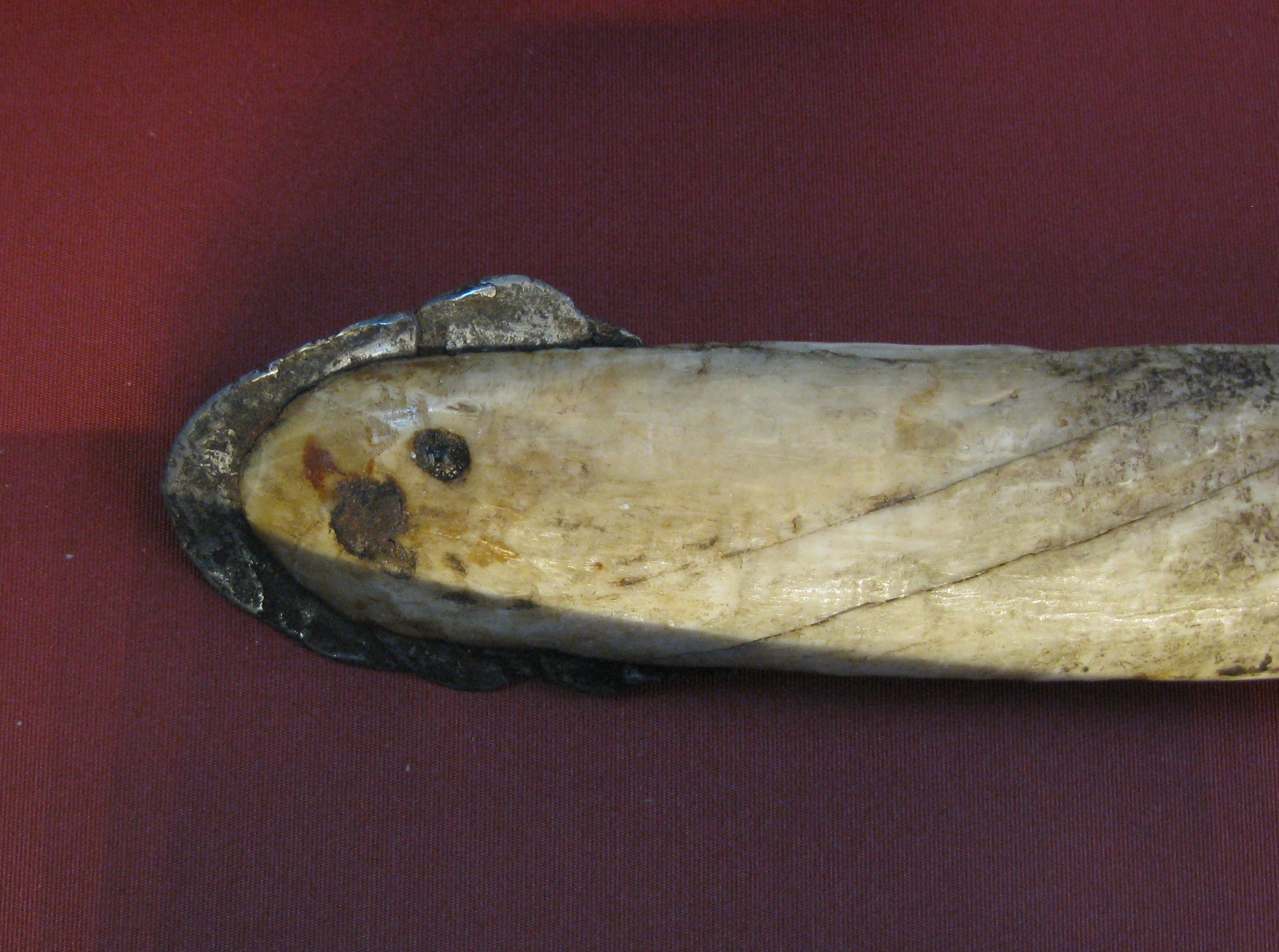
Una lanza hecha de un colmillo de narval con una cabeza de hierro hecha del meteorito de Cape York

El meteorito colisionó con la Tierra hace casi 10 000 años. Las masas de hierro eran conocidas por los Inuit como Ahnighito (la Tienda), con un peso de 31 toneladas (t) métricas (31 toneladas largas; 34 toneladas cortas); la mujer, que pesa 3 toneladas métricas (3 toneladas largas, 3,3 toneladas cortas); y el perro, que pesa 400 kilogramos. Durante siglos, los inuit que vivían cerca de los meteoritos los usaron como fuente de metal para herramientas y arpones. Los inuit trabajarían el metal con forjado en frío, es decir, estampando y martillando.

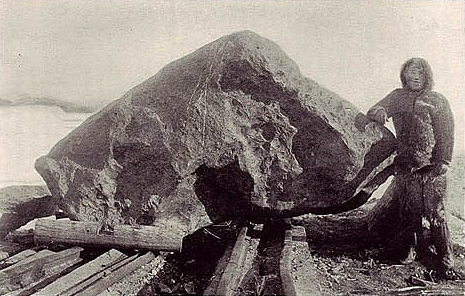
Peary con el fragmento Ahnighito

Las primeras historias de su existencia llegaron a los círculos científicos en 1818. Cinco expediciones entre 1818 y 1883 no pudieron encontrar la fuente del hierro. Fue localizado en 1894 por Robert Peary. Peary solicitó la ayuda de un guía local esquimal, que lo trajo a la isla Saviksoah, justo al norte de Cabo York, en 1894. Peary tardó tres años en organizar y llevar a cabo la carga de los pesados meteoritos de hierro en los barcos. Requería la construcción de un ferrocarril pequeño y corto. Peary vendió las piezas por $40 000 al Museo Americano de Historia Natural en la ciudad de Nueva York, donde todavía están en exhibición.
Hoy la pieza de 3,4 m × 2,1 m × 1,7 m llamada Ahnighito está abierta en exhibición en el Museo Americano de Historia Natural. Es el segundo meteorito más pesado que ha sido reubicado (después de Campo del Cielo de a 37 toneladas). Es tan pesado que fue necesario construir su soporte de exhibición para que los soportes llegaran directamente al lecho rocoso debajo del museo.

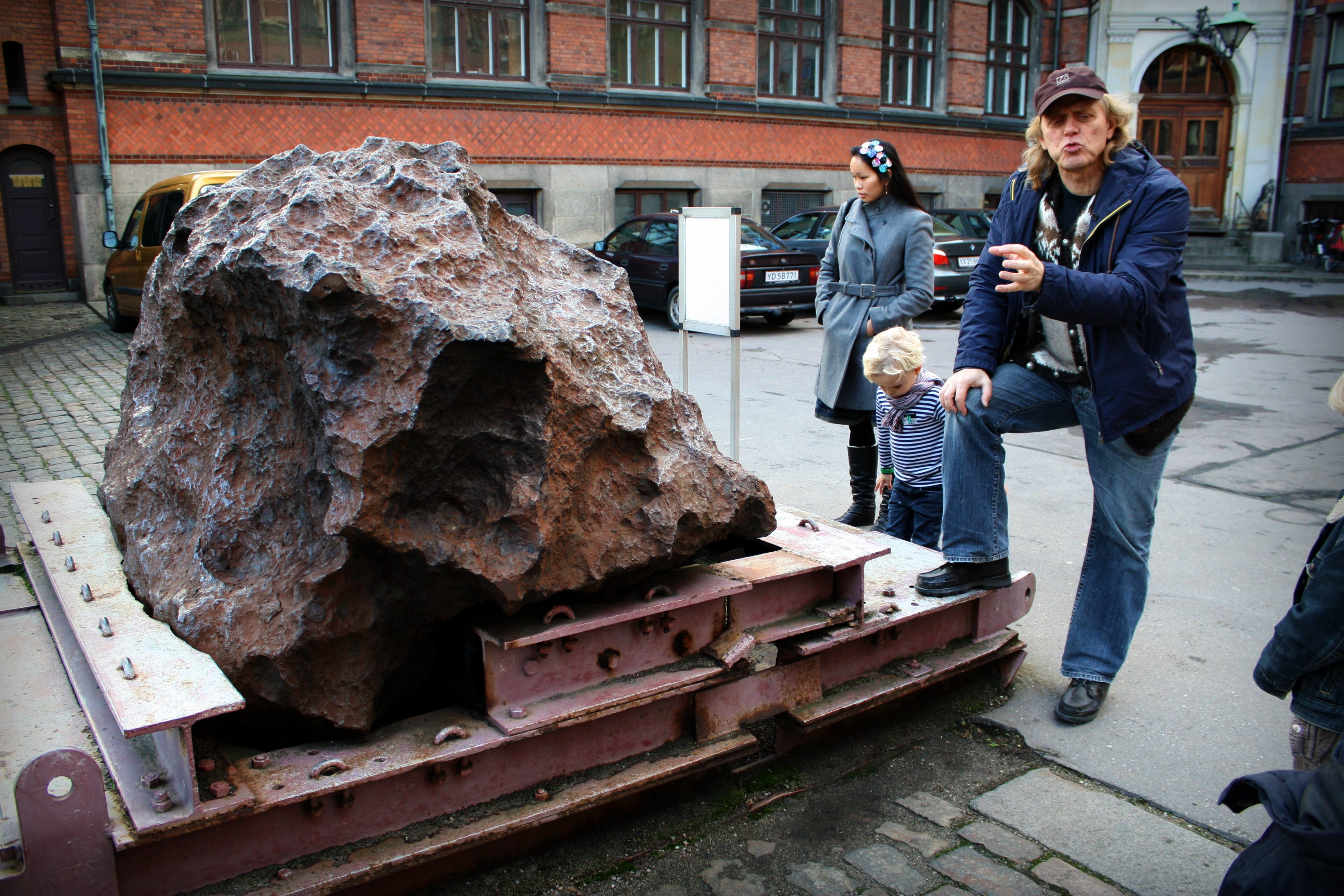
Fragmento Agpalilik

En 1963, Vagn F. Buchwald descubrió una cuarta pieza importante del meteorito de Cape York en la península de Agpalilik. El meteorito Agpalilik, también conocido como «el Hombre», pesa alrededor de 20 toneladas métricas (20 toneladas largas, 22 toneladas cortas), y se encuentra actualmente en exhibición en el Museo Geológico de la Universidad de Copenhague, Dinamarca. También se han encontrado otras piezas más pequeñas, como las 3 toneladas métricas del meteorito Savik I encontrado en 1911 y el fragmento Tunorput de 250 kilogramos encontrado en 1984.

## Especímenes
Cada uno de los fragmentos más importantes de Cape York tiene su propio nombre (enumerados en orden de fecha de descubrimiento):
1. Ahnighito (la Tienda), 30 900 kilogramos,[6] 1884-1897, Meteorite Island, 76°04'N - 64°58'W
2. Woman, 3000 kilogramos,[6] 1897, Saveruluk, 76°09'N - 64°56'W
3. Dog, 400 kilogramos, 1897, Saveruluk, 76°09'N - 64°56'W
4. Savik I, 3400 kilogramos,[6] 1913, Savequarfik, 76°08'N - 64°36'W
5. Thule, 48,6 kilogramos, verano de 1955, Qaanaaq, 76°32'N - 67°33'W[7]
6. Savik II, 7,8 kilogramos, 1961, Savequarfik, 76°08'N - 64°36'W
7. Agpalilik (el Hombre), 20 000 kilogramos, 1963, Agpalilik, 76°09'N - 65°10'W[6]
8. Tunorput, 250 kilogramos, 1984

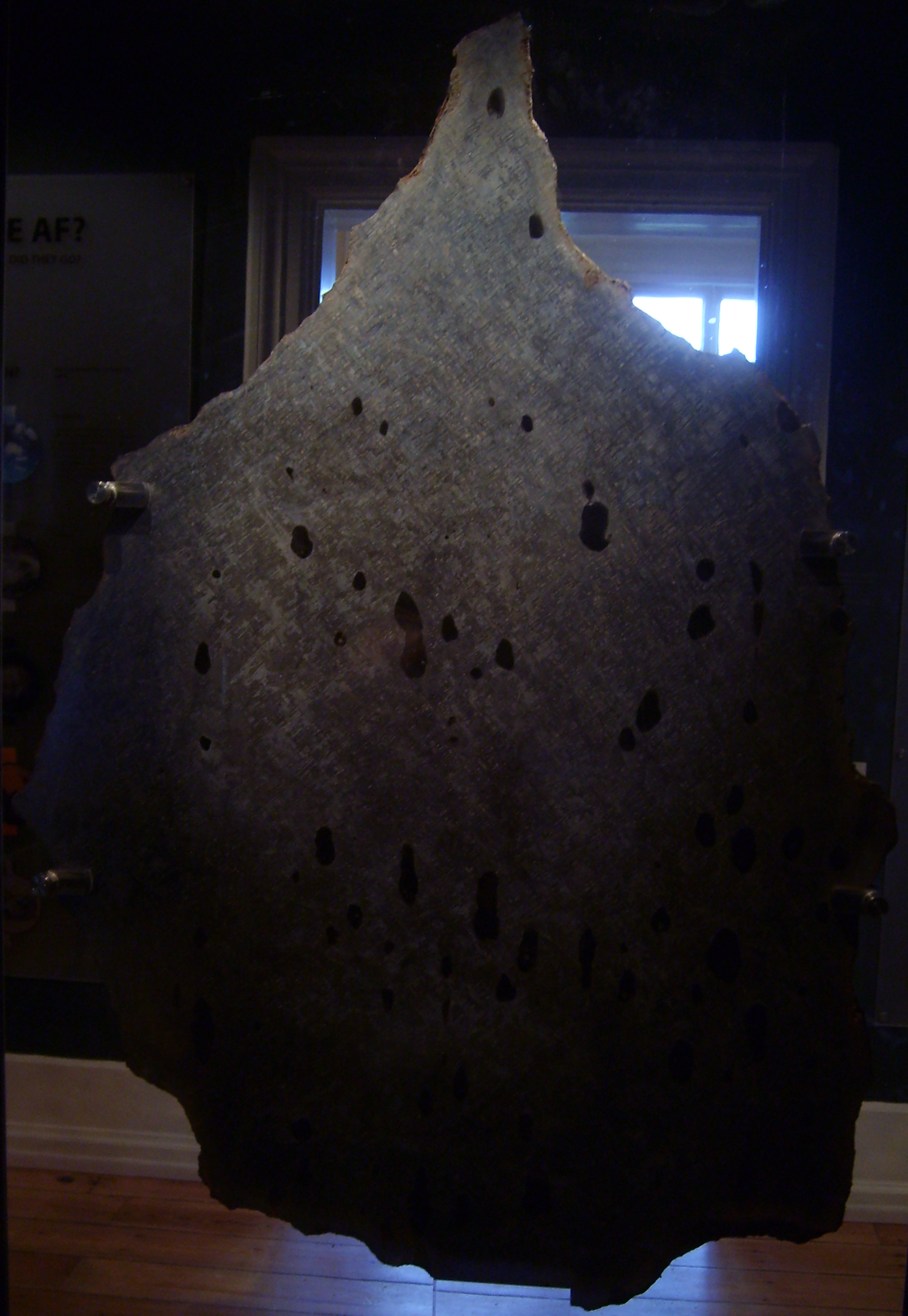
Rebanada de Agpalilik en el Museo Geológico de Copenhague
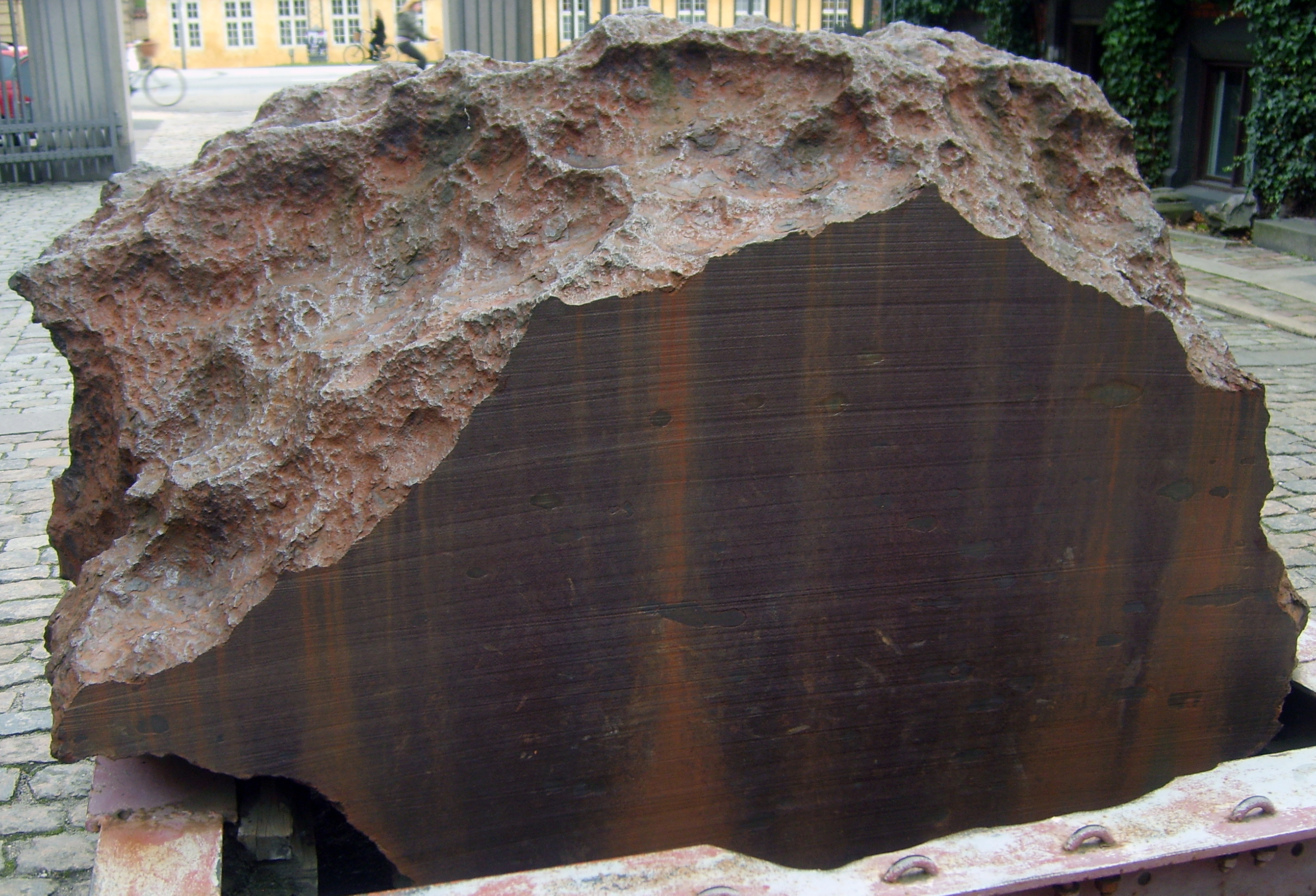
Agpalilik fuera del Museo Geológico de Copenhague

## Composición y clasificación

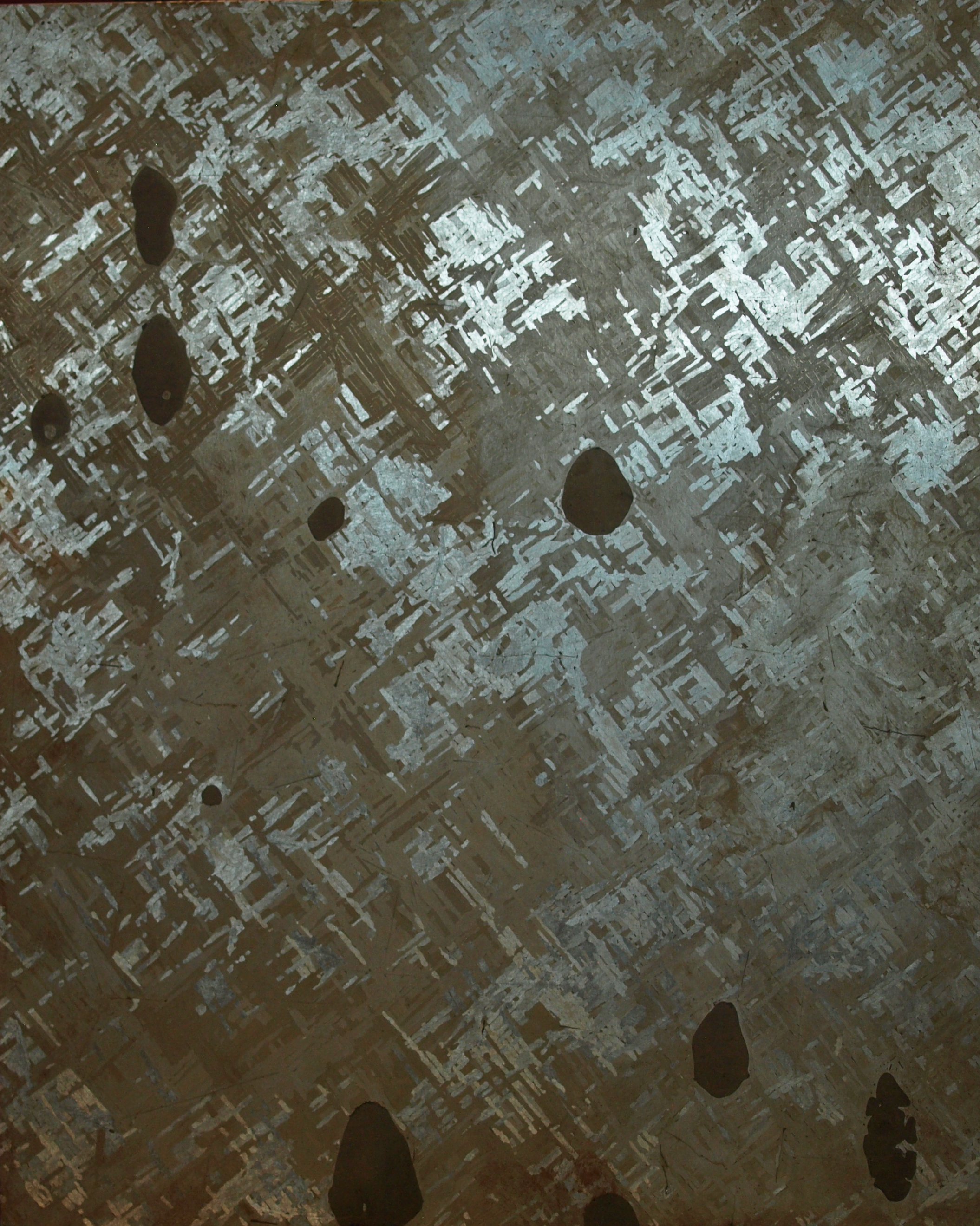
Estructura de Widmanstätten del Cape York

Es un meteorito metálico y pertenece al grupo químico IIIAB. Hay abundantes nódulos alargados de troilita. Estos contienen inclusiones de cromita, sulfuros, fosfatos, óxidos de silicio y cobre. El raro nitruro mineral carlsbergita (CrN) ocurre dentro de la matriz de la fase de metal. No se observó grafito y los isótopos de nitrógeno están en desequilibrio.